# Recopa d'Europa de futbol 1984-85
La Recopa d'Europa de futbol 1984-85 fou la vint-i-cinquena edició de la Recopa d'Europa de futbol. La final fou guanyada per l'Everton FC davant de l'SK Rapid Wien.

## Primera ronda
| Equip 1                          | Global | Equip 2            | Anada | Tornada |
| -------------------------------- | ------ | ------------------ | ----- | ------- |
| Bayern de Múnic                  | 6-2    | Moss F.K.          | 4-1   | 2-1     |
| Trakia Plovdiv                   | 5-1    | US Luxemburg       | 4-0   | 1-1     |
| AS Roma                          | 1-0    | Steaua Bucureşti   | 1-0   | 0-0     |
| Wrexham A.F.C.                   | 4(c)-4 | FC Porto           | 1-0   | 3-4     |
| Inter Slovnaft                   | 2-1    | Kuusysi Lahti      | 2-1   | 0-0     |
| University College Dublin A.F.C. | 0-1    | Everton FC         | 0-0   | 0-1     |
| KB                               | 0-3    | Fortuna Sittard    | 0-0   | 0-3     |
| Wisła Kraków                     | 7-3    | ÍBV                | 4-2   | 3-1     |
| Malmö FF                         | 3-4    | Dynamo Dresden     | 2-0   | 1-4     |
| FC Metz                          | 6-5    | FC Barcelona       | 2-4   | 4-1     |
| SK Rapid Wien                    | 5-2    | Beşiktaş J.K.      | 4-1   | 1-1     |
| K.A.A. Gent                      | 1-3    | Celtic FC          | 1-0   | 0-3     |
| Siófoki Bányász                  | 1-3    | Larisa FC          | 1-1   | 0-2     |
| APOEL FC                         | 1-6    | Servette FC        | 0-3   | 1-3     |
| FC Dynamo Moscou                 | 6-2    | Hajduk Split       | 1-0   | 5-2     |
| Ballymena United F.C.            | 1-3    | Hamrun Spartans FC | 0-1   | 1-2     |

## Segona ronda
| Equip 1          | Global | Equip 2            | Anada | Tornada |
| ---------------- | ------ | ------------------ | ----- | ------- |
| Bayern de Múnic  | 4-3    | Trakia Plovdiv     | 4-1   | 0-2     |
| AS Roma          | 3-0    | Wrexham A.F.C.     | 2-0   | 1-0     |
| Inter Slovnaft   | 0-4    | Everton FC         | 0-1   | 0-3     |
| Fortuna Sittard  | 3-2    | Wisła Kraków       | 2-0   | 1-2     |
| Dynamo Dresden   | 3-1    | FC Metz            | 3-1   | 0-0     |
| SK Rapid Wien    | 4-1    | Celtic FC          | 3-1   | 1-0 (*) |
| Larisa FC        | 3-1    | Servette FC        | 2-1   | 1-0     |
| FC Dynamo Moscou | 6-0    | Hamrun Spartans FC | 5-0   | 1-0     |

- El partit de tornada acabà amb victòria del conjunt escocès per 3 a 0, però un jugador de l'equip austríac (Rudi Weinhofer) va resultar ferit per una ampolla llançada des de les grades i la UEFA anul·là el resultat i obligà el Celtic a repetir el partit a Manchester. El 12 de desembre de 1984, a Old Trafford, el Rapid de Viena aconseguí la victòria per 0 a 1, gràcies a un gol marcat per Peter Pacult.[1]

## Quarts de final
| Equip 1         | Global | Equip 2          | Anada | Tornada |
| --------------- | ------ | ---------------- | ----- | ------- |
| Bayern de Múnic | 4-1    | AS Roma          | 2-0   | 2-1     |
| Everton FC      | 5-0    | Fortuna Sittard  | 3-0   | 2-0     |
| Dynamo Dresden  | 3-5    | SK Rapid Wien    | 3-0   | 0-5     |
| Larisa FC       | 0-1    | FC Dynamo Moscou | 0-0   | 0-1     |

## Semifinals
| Equip 1         | Global | Equip 2          | Anada | Tornada |
| --------------- | ------ | ---------------- | ----- | ------- |
| Bayern de Múnic | 1-3    | Everton FC       | 0-0   | 1-3     |
| SK Rapid Wien   | 4-2    | FC Dynamo Moscou | 3-1   | 1-1     |

## Final
Per quarta vegada, la final de la Recopa d'Europa es disputà a Rotterdam, a l'estadi De Kuip. Davant prop de 40.000 espectadors l'Everton aconseguí el seu únic títol europeu fins a la data en derrotar el Rapid de Viena, on jugaven, entre d'altres, Antonín Panenka i l'exblaugrana Hansi Krankl.
| Everton                            | 3 – 1 | Rapid de Viena |
| ---------------------------------- | ----- | -------------- |
| Gray 58' · Steven 72' · Sheedy 85' |       | Krankl 84'     |

| Guanyador de la Recopa d'Europa 1984-85 |
| --------------------------------------- |
| Everton FC Primer títol                 |